# V558 Андромеды
V558 Андромеды (лат. V558 Andromedae) — двойная затменная переменная звезда типа W Большой Медведицы (EW) в созвездии Андромеды на расстоянии (вычисленном из значения параллакса) приблизительно 4613 световых лет (около 1414 парсеков) от Солнца. Видимая звёздная величина звезды — от +16,1m до +15,62m. Орбитальный период — около 0,3109 суток (7,4621 часов).

## Характеристики
Первый компонент — жёлтая звезда спектрального класса G. Эффективная температура — около 5353 K.
Второй компонент — жёлтая звезда спектрального класса G.